# Live (Vanessa Paradis)
Live è il primo album dal vivo della cantante e attrice francese Vanessa Paradis, pubblicato nel 1994.

## Tracce
1. Natural High (Lenny Kravitz) - 4:59
2. Les Cactus (Jacques Lanzmann, Jacques Dutronc) - 2:47
3. Marilyn & John (Étienne Roda-Gil, Franck Langolff) - 4:10
4. As Tears Go By (Mick Jagger, Keith Richards) - 4:00
5. Tandem (Serge Gainsbourg, Langolff) - 3:46
6. Dis-lui toi que je t'aime (Gainsbourg, Langolff) - 4:24
7. Joe le taxi (Roda-Gil, Langolff) - 4:16
8. La Vague à lames (Gainsbourg, Langolff) - 4:32
9. Maxou (Roda-Gil, Langolff) - 4:28
10. Sunday Mondays (Henry Hirsch, Kravitz, Paradis) - 3:48
11. Silver And Gold (Kravitz) - 2:46
12. Gotta Have It (Hirsch, Kravitz, Craig Ross) - 2:31
13. Lonely Rainbows (Hirsch, Kravitz) - 2:34
14. I'm Waiting for the Man (Lou Reed) - 3:31
15. Be My Baby (Gerry DeVeaux, Kravitz) - 3:50
16. Just As Long As You Are There (Hirsch, Kravitz) - 6:00

## Classifiche
| Classifica (1994) | Posizione raggiunta |
| ----------------- | ------------------- |
| Francia           | 7                   |